# تاریخ اجتماعی صفاریان

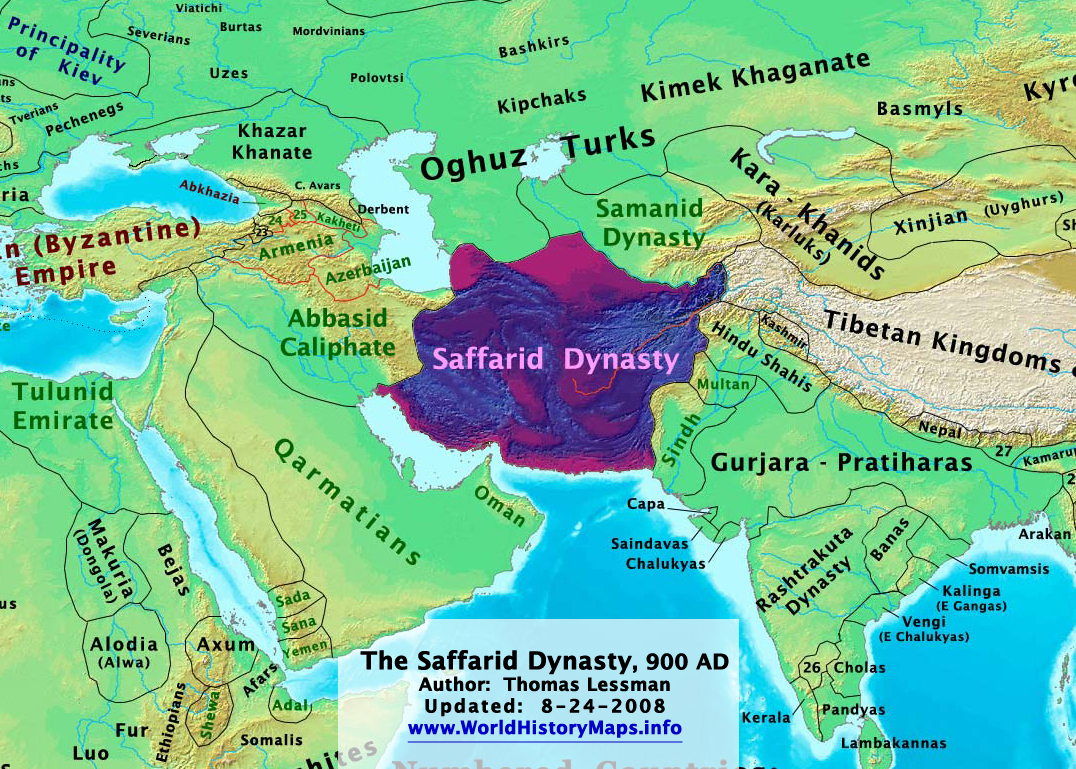
قلمرو پادشاهان صفاری در قرن ۹ میلادی.

تاریخ اجتماعی صفاریان به تاریخ اجتماعی حکومت صفاریان و روند تغییرات اجتماعی در این دوره می‌پردازد. صَفّاریان دودمانی ایرانی تبار بودند که بر بخش‌هایی از ایران، افغانستان، تاجیکستان و پاکستان امروزی حکومت می‌کردند. پایتخت ایشان شهر زَرَنگ بود. صفاریان نسب خود را به ساسانیان و از طریق آن به پادشاهان کیانی و پیشدادی میرساندند علاوه بر صفاریان خاندان‌های دیگری مثل سامانیان و آل بویه نیز نسب خود را به شاهان قدیم ایران می‌رساندند. به‌عقیدهٔ باستانی پاریزی علت این انتساب‌ها، اعتقاد به فرّ ایزدی پادشاهان قدیم ایران بود. . در زمان صفاریان زبان فارسی زبان رسمی شد و تا حدودی از مرگ تدریجی آن جلوگیری به عمل آمد.

## صفاریان
صفاریان خاندانی ایرانی تبار بودند که بر قسمت‌هایی از ایران، افغانستان، تاجیکستان و پاکستان امروزی حکومت می‌کردند. پایتخت آن‌ها شهر زَرنگ یا زرنج در منطقه سیستان بوده که پس از تقسیم سیستان امروزه در افغانستان قرار دارد. صفاریان که پارس و خراسان و سیستان، کرمان و مکران و خوزستان و بسیاری از نواحی شرق ایران را تصرف کردند، چهار برادر به‌نام‌های: یعقوب، عمرو، طاهر و علی بودند.
یعقوب برادر بزرگ آن‌ها بود. او شاگرد رویگری بود و به همین دلیل به آنها لقب صفار دادند.
یعقوب که سرکردهٔ عیاران سیستان شده‌بود، ابتدا پوشنگ و هرات را به تصرف خویش درآورد. او از غفلت و غرور محمدطاهر، استفاده نمود و در نیشابور او را شکست داد و کنترل خراسان را به دست گرفت و از سال ۲۴۷ تا ۳۹۴ دولت مستقلی را در شرق ایران، به وجود آورد. او سعی داشت که تمام سرزمین ایران را از سلطهٔ خلفا خارج سازد، و در این راه به موفقیت‌های بسیاری نیز دست یافت.
صفاریان روابط دوستانه‌ای با خلافت عباسی نداشتند و از سوی خلیفه، حاکم سیستان نشده‌ بودند، بلکه بعد از تصرف مناطق وسیعی از ایران قدرت زیادی به دست آوردند و خلیفه مجبور شد آنان را به رسمیت بشناسد. صفاریان را می‌توان مُروج هویت ایرانی به عنوان حاملان نهضت نوآوری ایرانی مورد توجه قرار داد.

## منطقهٔ جغرافیایی سیستان
سیستان سرزمینی از شوره زار و ریگ زار و دارای آب هوای آن گرم بود که در آنجا درخت خرما هم یافت می‌شد. در سیستان برف نمی‌بارید و این منطقه کوه‌های زیادی نداشت و نزدیک‌ترین کوه به این ناحیه، کوه‌های فَره است. در سیستان معمولاً بادهای شدید و مداوم می‌وزید و به همین دلیل آسیاب‌های بادی و (آسباد) در این منطقه فروان بود و از این آسبادها برای آرد کردن گندم و سایر غلات استفاده می‌شد. سیستان اولین شهر در جهان بود که مردم آن از آسباد استفاده می‌کردند.
در قدیم به سیستان رام شهر می‌گفتند که بین کرمان و سیستان نزدیک دارک و مقابل راشک قرار داشت. می‌گویند رود سیستان در آنجا جریان داشته‌است و به علت شکافی از رودخانه هیل مند یا هیرمند بریده شده و آب آن کم شده و مردم، آنجا را ترک کردند و زرنج را ساختند.
به دلیل وزش بادهای شدید، دور تا دور شهر را خندقی و دیواری به وسیله خاشاک ایجاد می‌کردند و در این دیوار حفره‌هایی ایجاد می‌کردند که باد به راحتی از آن‌ها عبور کنند.

### شهر زرنج
یعقوب بعد از تصرف زرنج و فتح کابل، قندهار، هرات و بست، خیالش از بابت ناحیهٔ شمال و شمال شرق راحت شد و سپس زرنج را به عنوان پایتخت قرار داد و قبل از آنکه به کرمان و خراسان و فارس و خوزستان بپردازد، به مسائل مربوط به امور اجتماعی این شهر پرداخت.
شهر زرنج که پایتخت صفاریان در هزار و صد سال پیش بود، به دلیل اینکه مسیر هیرمند در مدت طولانی چندین بار تغییر یافته، نمی‌توان با اطمینان گفت که کدام یک از آثار خرابهٔ شهرهای قدیمی سیستان ازآن زرنج بوده باشد. امروزه معتقدند زرنج در صدر اسلام یعقوب لیث و جانشینانش در کنارهٔ شرقی دریاچهٔ هامون قرار داشته و این تقریباً روبه‌روی همان محلی می‌شود که به پایتخت یعقوب معروف بوده‌است.
زرنج بزرگ‌ترین شهرستان بود که دور تا دور آن دیوار و خندق و ربض بود. زرنج دارای پنج دروازه است:
- دروازه آهنین یا دار جدید؛
- دروازه کهن یا عتیق به سوی فارس در ضلع جنوب غربی و نزدیک به دار جدید یا آهنین؛
- در کرکویه در شمال منتهی بر راه خراسان؛
- دروازهٔ بعدی در نیشک که به سوی بست بیرون می‌رود؛
- دروازهٔ طعام رو به روستاها باز می‌شود؛که معروفترین دروازه ساخته شده میان دروازه‌هاست، این دروازه به سوی جنوب و به داخل روستاها و منطقه کشاورزی و منابع آبی منتهی می شد؛ و بخش عمده‌ای از مواد غذایی زرنگ از این دروازه تامین می‌گردید؛

دروازهٔ پنجم نسبت به دیگر دروازه‌ها آبادتر است. همهٔ دروازه‌ها نیز در آهنین دارند.

### ربض
آن سوی شهر، ربض قرار داشت که با دیواری مستحکم و بارو و خندق دفاعی محافظت می‌شد؛ ربض علاوه بر خانه‌ها، مزارع و باغ‌های میوه، دارای فضای وسیعی بود که دکان‌ها و منطقه تجاری در ضلع جنوب غربی آن واقع و این بازارها درحدود نیم‌فرسخ از دروازه فارس شهر تا دروازه مینا در مرکز ربض، امتداد داشتند.
این ربض سیزده دروازه داشت؛ آنها شامل (درخلاف جهت عقربه‌های ساعت از بخش جنوب شرقی شهر امتداد داشتند.):
- دروازه مینا(به معنای «بندر، اسکله»)؛ و در مجاورت آبراهی از هیرمند، و منتهی به راه فارس قرار داشت؛
- دروازه دخان؛ در مجاورت منطقه‌ای از کوره‌های سفالگری قرار داشت.
- دروازه شیرک؛
- دروازه شَراو[شتاراق یا شتاراو]
- دروازه شعیب [یا شیب در گویش سیستانی]
- دروازه نو جوَک
- دروازه آکان
- دروازه نیشک
- دروازه کرکویه
- دروازه  اسبریس
- دروازه غنجره
- دروازه بارستان
- دروازه رودکاران [رویگران یا روذگران].[۱۵]

#### معماری
بناهای شهر از گِل بودند. دلیلش هم این بود که اگر از چوب استفاده می‌کردند، چوب را آفت می‌زد.
همچنین در سیستان به علت وجود افعی، مردم در خانه‌های خود خارپشت نگهداری می‌کردند.«پیمان مردم سیستان چنین است که خارپشتی را نکشند و شمار نکنند چه در آنجا افعی بسیار است و کمتر خانه‌ای است که در آن خارپشت نباشد»
مسجد آدینه دو مناره داشت که مناره جدیدتر توسط یعقوب لیث با پوششی مسی ساخته شده بود؛ این زندان در نزدیکی ربض در شارستان قرار داشت و بعد از دروازهٔ پارس؛ امارت هم در ربض میان دروازهٔ پارس و دروازهٔ طعام قرار گرفته بود. زندان نیز پیش‌تر در خود شهر بود و باردیگر به ربض منتقل گردید.
قصر یعقوب میان دروازهٔ طعام و دروازهٔ پارس قرار دارد و قصر دیگری که متعلق به عمرو لیث بود نیز درآنجا قرار داشت، قصر یعقوب سرای امارت بود. خزانهٔ عمرو لیث در شارستان بین کرکویه و دروازهٔ نیشک قرار داشت.
در داخل شهر، دژ یا ارگی قرار داشت که عمرو لیث برای نگاهداری گنجینه و خزانه خود ساخته بود.
بازارهایی هم در شهر و هم در ربض قرار داشت، بازار اولی دور تا دور مسجد آدینه قرار گرفته‌اند که تعداد آن‌ها زیاد و آباد است. بازار دومی، بازاری است که عمرو لیث صفاری وقف کرده است؛ این بازارهای ربض پر رونق بودند و گفته می‌شود که این بازار، روزانه هزار درهم درآمد داشته‌است؛ درآمد این بازار به دستور عمرو لیث صفاری میان مسجد جمعه زرنگ، بیمارستان و مسجدالحرام مکه تقسیم می‌شد.
همچنین مسجد جامع در شهر زرنگ را هم از آثار یعقوب می‌دانند.
یعقوب در شیراز در سال ۲۸۱ مسجدی معروف به جامع عتیق بنا کرد و مسجد دیگری نیز در جیرفت به عمرولیث نسبت داده شده که در زمان تسلطش بر کرمان بنا نهاده بود. در سیرجان در اطراف شهر دو رشته قنات وجود داشته است. این دو رشته را به عمرو لیث و بازماندگان صفاری نسبت می‌دهند. چنانکه طاهر فرند محمد نواده عمرو لیث، کار ساخت دو قنات در سیرجان را که توسط پدربزرگش عمرو آغاز شده بود، تکمیل نمود؛ این قنات‌ها آب جاری در شهر را برای آبیاری باغ‌ها و مصرف خانه‌ها تامین می‌کرد.
از بناهای دیگری که به یعقوب نسبت داده شده، قلعهٔ سعید آباد در شهرستان اصطخر است. یعقوب پس از غلبه بر شهر، آن را خراب کرد، ولی بعدها که به ساختمان برای زندان نیاز پیدا کرد دستور داد در همان محل زندان را بنا کنند.
همچنین مسجد جامع در شهر زرنگ را هم از آثار یعقوب می‌دانند.

## نماز جمعه در دورهٔ صفاریان
یکی از موضوعاتی که از ابتدای قدرت یعقوب در اثر آشفتگی‌های سیستان به وجود آمده بود، قطع خطبه و نماز جماعت در سیستان بود، زیرا روحانیون به علت تغییرات پی در پی، نمی‌دانستند که خطبه را به نام چه کسی بخوانند و به همین دلیل از حضور در مسجد خودداری می‌کردند.
یعقوب بعد از به حکومت رسیدن در سیستان، کرمان و هرات، و پس از تثبیت پایه‌های حکومت خود، نامه‌ای به عثمان یکی از پیشوایان روحانی بزرگ شهر نوشت و فرمان پیش نمازی او را صادر کرد و دستور داد خطبه‌ها به نام او خوانده شود و عثمان سه جمعه را خطبه و نماز جمعه برگزار کرد تا یعقوب بازگشت که این اتفاق مبنی بر پایان هرج و مرج‌ها بود.
در زمان صفاریان به زبان و ادبیات اهمیت زیادی می‌دادند «اصولاً یعقوب به زبان پارسی توجه خاصی داشت در پیشگاه او به زبان پارسی سخن می‌گفتند و نامه‌های دیوانی را به پارسی می‌نوشتند.»
بعد از فتح ایران به دست اعراب، زبان عربی زبان رسمی و دیوانی شد. وقتی صفاریان، حکومت قسمتی از شرق ایران را به دست گرفتند؛ یعقوب که احساسات وطن‌پرستی و استقلال طلبی زیادی داشت مخالف رسمی بودن زبان عربی شد.
در مورد توجه ویژه یعقوب به زبان و ادبیات فارسی زیاد سخن گفته‌اند، که یکی از دلایل آن وجود نخستین شاعران پارسی گوی در دستگاه او بود. (در مجالس المومنین اشاره‌ای به توجه یعقوب به تاریخ قدیمی ایران ذکر شده و بعدها ابومنصور عبدالرزاق دنبال کار او را گرفت.
نقل عین مطلب مجالس المومنین بدون تغییر: «از آثار او یعقوب ترجمه ملوک عجم است چون آن کتاب از خانهٔ یزجرد که آخر ملوک عجم بوده به دست شکر اسلام افتاد و در وقتی که قسمت غنایم بر لشکریان می‌نمود حصهٔ اهل حبشه شد؛ و حبشان آن را جهت ملک حبشه به هدیه بردند؛ ملک حبشه فرمود تا آن را ترجمه کردند و به مطالعه و شنیدن آن انسی تمام گرفت و در اکثر بلاد حبشه متدوال شد و از آنجا به دکن و سایر ملک هندوستان رسیده و در آنجا نیز متداول شد. چون دولت به یعقوب بن لیث رسید، کَس به هندوستان فرستاد و آن نسخه بیاورد، و ابو منصور عبدالرزاق بن عبدالله فرخ که معتمدالملک بود بفرمود تا آنچه دانشور و دهقان به زبان پهلوی ذکر کرده بود به زبان فارسی نقل کند، و از آخر زمان خسرو پرویز تا ختم کار یزجرد شهر یا هر چه واقع شده بودبدان الحاق نماید.
«پس ابو منصور عبدالرزاق کلید دار سعد بن منصور عمری را بفرمود تا آنکه نسخه را به اتفاق چهار کَس دیگر: یکی تاج بن خراسانی از هرات؛ دوم یزدان بن شاپور از سیستان؛ سیم ماهوین خورشید از نیشابور؛ چهارم سلیمان بن یزید از طوس، در تاریخ سیصد و شصت هجری (۹۷۰میلادی) تمام کردند و خراسان عراق از آن سختها گرفتند؛ و چون دولت از آن یعقوب به آن سامان رسید ایشان را نیز به مطالعه آن اهتمام شد.»

## شاعران صفاری در زمان یعقوب
در اوایل تاریخ اسلامی اکثراً به زبان عربی تکلم داشتند و به زبان عربی کتابت می‌کردند، اما هنگامی که یعقوب، عمار خارجی را شکست داد به سیستان بازگشت و همه طبقات از جمله شعرا به استقبال او آمدند و شروع به سرودن و مدایح کردند، یکی از شعرا به نام محمد بن وصیف شعری به زبان عربی خواند:
(قد اکرم‌الله اهل المصد والبلد***تملک یعقوب زی الافضال و العدد
قد آمن الناس نحواد اوغرته***سر من الله فی الامصار والبلد)
از آن جا که یعقوب مردی صریح بود نسبت به این شعر عکس العمل نشان داد و وقتی قصیده عربی شاعر تمام شد، یعقوب چون مکتب نرفته بود و به زبان عربی (که در آن زمان رایج بود تسلط نداشت) و اعیان و اشراف، کودکان خود را به یادگیری آن وا می‌داشتند، به منشی خود محمد بن وصیف رو کرد و گفت: «در چیزی من اندر نیابم چرا باید گفت؟». این جمله از عبارات تاریخی و قاطع یعقوب است، و از آن به بعد همهٔ دوایر و منشیان دیوانی به فارسی تکلم داشتند.
این که یعقوب واقعاً زبان عربی نمی‌دانست یا تظاهر به عدم آشنایی به زبان عربی می‌نموده، دقیقاً مشخص نیست، از طرفی بعید است که او با حضور در جمع مطوعه و ارتباط و زد و خورد با خوارج که بخش اعظمی از زندگی اش را شامل می‌شد، از این زبان بهره‌ای نگرفته باشد.

### محمد بن وصیف سیستانی
محمد بن وصیف که منشی زبردستی بود و طبع شعری هم داشت و به پارسی شعر می‌گفت، یک شعر در تهنیت امضای فرمان حکومت یعقوب و فتح هرات و قتل [رتبیل] و [عمار] گفت:
ای امیری که امیران جهان خاص و عام
بنده و چاکر و و مولای سگ و بندو غلام
ازلی خطی در لوح که ملکی بدهید. بی ابو یوسف یعقوب بن الیث همام
محمد بن وصیف در زمان عمرو نیز شاهد وقایع تاریخی بود و اشعاری در وصف کشته شدن رافع دارد (این واقعه مربوط به سال ۲۸۳ ه‍.ق است). وصیف، دورهٔ یعقوب و عمرو و طاهر را به خوبی درک کرده‌است. از بی ارادگی طاهر، در خلاصی عمرو آزرده خاطر بود و برای اینکه واقعیت‌ها را برای عمرو روشن سازد، اشعاری می‌سراید که عمرو با خواندن آنها ناامید شده و دل از دنیا کنده‌است.
بر روی سنگ قبر یعقوب دو بیت شعر عربی با ترجمه فارسی مشاهده شده‌است:
خراسان احویها و اکناف فارس؛ و ما کنت عن ملک العرق بآیس
سلام علی الدنیا و طبیب بسیمها. کان لم یکن یعقوب فیها بجالس
بگرفتم این خراسان با ملک پارس یکسان. ملک عراق یکسر از من نبود رسته
بدرود باد گیتی با بوی نوبهاران. یعقوب لیث گویی در وی نبد نشسته
مؤلف مقالهٔ (خلخالی) دو بیت فارسی بر تربت یعقوب لیث، ,/آن اشعار را متعلق به محمد بن وصیف می‌داند که به هر دو زبان شعر می‌گفته.

### ابوسیلک گرگانی
منوچهری او را در شمار شعرای قدیم خراسان و وی را هم ردیف استادان بزرگ پس از خود می‌داند.
اشعار او بیشتر غزلیات آمیخته با طنز عامیانه است. موسیقی محلی گرگان بخشی به نام ابوسیلک دارد.
| خون خودگر بریزی بر زمین  |  | به که آبِ روی ریزی در کنار  |
| بت‌پرستنده به از مردم‌پرست |  | پند گیر و کار بند و گوش‌دار |

## محصولات کشاورزی
در عصر صفاریان، کشاورزی رونق بیشتری داشت. محصولات کشاورزی سیستان شامل انگور، غلّات، انخوزه، و میوه‌های مختلف بودند.
همچنین گفته شده «در سیستان تنقلاتی شامل جوازقند و برگهٔ هلو و شفتالو و بادام رواج داشت، گنجه‌های خانه‌ها همیشه مملو از خشکبار، شیشه‌های عرق نعنا و نسترن بود- ماده‌ای به نام گز روغن که ماده‌ای عطری بود از تخم درخت گز می‌ساختند و آن را به روش‌های مختلف می‌پروراندند و این شبیه به رنگ و بوی روغن بان بود که برای آرایش از آن استفاده می‌کردند.»

### قورمه
همیشه در ایام زمستان نزدیک غروب در سیستان و به خصوص شهر بُست غذایی طبخ می‌کردند که طرز تهیهٔ این غذا به این صورت بود که مردم گوسفندانی را در تابستان در باغ‌ها پروار می‌کردند و در اواخر مهر می‌کشتند (چون کشتن گوسفند در زمستان مرسوم نبود) و سپس گوشت و چربی آن را در دیگ‌های بزرگ به خوبی می‌پختند تا آب آن کاملاً تبخیر شود و آنگاه آن گوشت‌ها و چربی‌ها را در شکم همان گوسفند که ازقبل آن را تمیز کرده بودند می‌ریختند و در جای خنک نگهداری می‌کردند؛ و این خذای لذیذ ذخیرهٔ سه ماههٔ زمستان آن‌ها بود اما در ایام خشکسالی خبری از این غذاها نبود.

## صنایع دستی سیستان
صنایع دستی سیستان در آن زمان شامل؛ زیلو-کرباس و صابون و مشربه و کوزه‌های گوناگون و اسباب و آلات فلزی که از روی و برنج ساخته می‌شد بود.

## بازرگانی و راه‌های ارتباطی
از شهرهایی که صفاریان به آن توجه داشتند شهر بُست بود که پس از زرنج یکی از مهم‌ترین شهرهای سیستان بود که مردمش توانگر بودند و عده‌ای به شغل بازرگانی اشتغال داشتند و از آنجا به تجارت با هندوستان می‌رفتند. به دلیل آنکه رود هیرمند در نزدیکی مرز هندوستان قرار داشت، مرکز بازرگانی به حساب می‌آمد و کاروانهای تجاری برای تجارت به هندوستان می‌رفتند. با مطالعه آثار مورخین استنباط می‌شود که شهرها و روستاها در عصر صفاریان توسعه بسیار یافته است. از وقایع تاریخی که در این عصر در شهرهای خراسان، فارس، خوزستان اتفاق افتاده، چنین به نظر میرسد که امرای صفاری، به رونق و آبادانی شهرها و مناطق تحت فرمانروایی خود علاقهٔ زیادی داشتند که بیش از همه نیز به ساختن کاخ، ابنیه، رباط و احداث پل می‌پرداختند.

## تشکیلات اداری و مالی
اداره امور کشور بیشتر به دست مردانی لایق از خاندان اصیل ایرانی بود. یعقوب مردی تیزهوش و با تدبیر بود و در سامان دهی امور سپاه و رعایت حال آنان کوشا بود و برای مدیریت امور اداری، افراد لایق و نامی را که سابقهٔ کار دیوانی داشتند را انتخاب می‌کرد.
او مقامات مهم اداری را به خاندان مرزبان از اهالی شیراز سپرد. یعقوب لیس امور مالی قلمرو و فرمانروایی را به عهدهٔ حسن ابن مرزبان گذاشت که مردی دانشمند بود. محمد بن وصیف دبیر رسائل و فیروز مشرقی سِمت دبیری یعقوب لیس را داشت. یعقوب لیس مردی بود که حتی بعد از به قدرت رسیدنش نیز، در نهایتِ سادگی زندگی کرد و رابطه خود را با مردم عادی حفظ نمود و از آنان فاصله مگرفت.
با توجه به اینکه یعقوب بیشتر وقت خود را مشغول به لشکرکشی و تصرف بود، قطعاً فرصتی برای ایجاد سازمان اداری منسجم و مرتب را نداشت. در زمینهٔ کشور داری حکام مورد اعتماد را در مناطق متصرف مسئول رسیدگی قرار می‌داد. در زمان یعقوب دیوان رسائل را محمد ابن وصیف که در زبان فارسی ماهر بود اداره می‌کرد «البته نامه‌ها در آن زمان به عربی نگاشته می‌شد».
در آن زمان «دیوان عرض» مسئول رسیدگی به مواجب و ثبت نام سپاهیان بود و «دیوان» هم یکی از مراکز فعال آن دوره به حساب می‌آمد.
ابن حوقل می‌گویند: «حسن ابن مرزبان، بندار محمد بن واصل و پس از او بندار یعقوب لیس بود.»
در آن زمان مالیات را بر حسب درآمد اخذ می‌کردند. افرادی که توان مالی کمی داشتند از دادن مالیات معاف بودند و از بیت المال به آن کمک مالی می‌شد. – صفاریان چون به سرزمین تسلط می‌یافتند برای آنهاخراج تعیین می‌کردند و اموال حاکم آن سرزمین را مصادره می‌کردند و ار مردم آن سرزمین شورش می‌کردند در صورت غلبهٔ مجدد خراج را بیشتر می‌کردند.
صفاریان (یعقوب) در سازمان کشوری برای آگاهی از وضعیت نظامی دشمنان و همچنین داخل سرزمین خودشان برای آگاهی از وضعیت اقتصادی، اجتماعی و سیاسی مردم، جاسوسانی را به کار می گرفتند که به نوعی دستگاه اطلاعاتی آنان محسوب می‌شد. روش کشور داری صفاریان از برخی جهات شبیه مملکت داری خلفا و از بعضی لحاظ به روش پادشاهان پیش از اسلام ایران شبیه بود. به ویژه در استفاده از گارد مخصوص و تربیت سپاهیان که قدرت یعقوب را نشان می‌دادند. به نظر می‌رسد در این شیوه، شبیه پادشاهان ایرانی و از جهت انتخاب جانشین و گماردن عامل، از خلفای عباسی الگو برداری شده‌است.
عمرو به مال اندوزی اهمیت می‌داد و اموال خزانه‌های او بیشتر از خراج و مالیات مناطق تحت سلطه و اموال امرای کشوری و شهری تأمین می‌شد.
عمرو لیث چهار خزانه داشت که یکی به سلاح و سه خزانهٔ دیگر به اموال اختصاص داشت:
- خزانه‌ای که از طریق صدقات و جزیه‌ها فراهم می‌شد و به پرداخت دستمزد و حقوق سپاهیان اختصاص داشت.
- خزانه اموال خاصه که مخارج آن از مالیات غله و حقوق سپاهیان اختصاص داشت.
- خزانه‌ای که اموال مصادره‌ای امرای حکومتی در آن گرد می‌آمد-این افراد یا مورد سوءظن قرار می‌گرفتند یا به دشمنان تمایل می‌یافتند. از این خزانه پاداش و جوایز سپاهیان و جاسوسان و نمایندگان و سفرا پرداخت می‌شد.[۵۱]

عمرو به اندازهٔ زیادی اموال ذخیره می‌کرد به‌طوری‌که وقتی در نبرد با اسماعیل سامانی به او گفتند که رد شدن از بلخ مشکل است گفت: «اگر بخواهم پلی از طلا روی بلخ بسازم می‌توانم.»
عمرو برای آگاهی از چگونگی رفتار و افکار امرای لشکری افرادی را خریداری و آن‌ها را تربیت می‌کرد و این افراد وظیفهٔ جاسوسی و خبر آوردن را داشتند. البته این افراد اخبار مربوط به اربابان خود را گزارش نمی‌دادند و گاهی همین غلامان با دروغ‌هایشان موجب ناامنی می‌شدند. عمرو در امور حکومتی با اطرافیان مشورت نمی‌کرد و نتیجهٔ آن در نبرد با امیر اسماعیل سامانی مشخص شد که در نهایت منجر به شکست او در این جنگ شد.

## نوع پوشش در زمان صفاریان

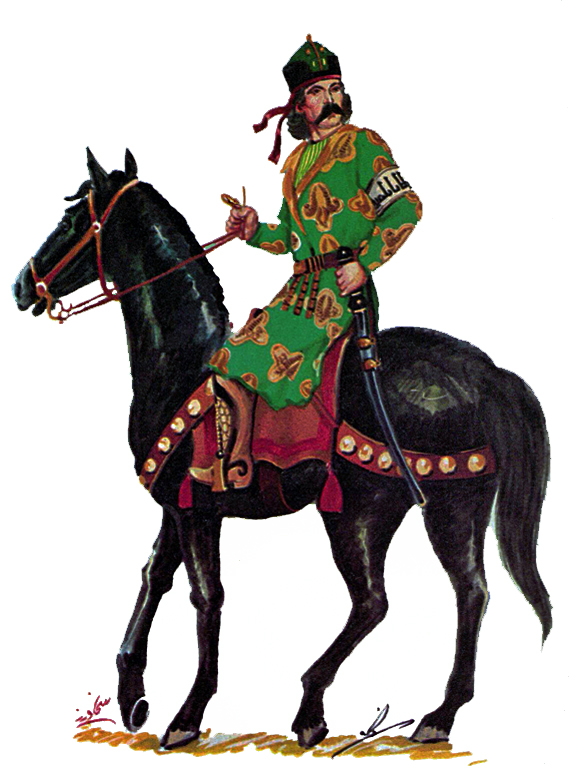
پوشش سواره‌نظام صفاری.

ابن حوقل می‌گوید: لباس مردم زابلستان و نواحی غور مانند ترکان بود ولی لباس مردم سیستان به لباس مردم عراق شباهت داشت. در قرن چهارم مورخان اشاراتی به لباس مردم دارند. تغییر لباس به تدریج صورت گرفته و این لباس‌ها مربوط به قرون‌ گذشته بود. چون در این سرزمین صنعت ساختن البسه نَمِدی که اکنون آن را کوسی (لباس بلند مردان) و کوچی (لباس کوتاه مردان) گویند رواج داشت.

بالاپوش، نشیمن، نمدی سپید و سرخ در آن عصر رایج بود. «محمد بن کثیر که در جنگ دیر العاقول در رکاب کشته شده بود مشهور به لَباده بود زیرا کوسی پوشیدی به این نام شهرت داشت. این لباس میان سیستانی ها شهرت داشت که مشهور به شیر لباده بود زیرا در جلوس خود لباده سرخ پوشیده بود. مردم سیستان از دستار خود جیقه (هرچیز تاج مانند که به کلاه نصب می‌کنند) را مانند تاج می‌ساختند ولی آستین‌های قباهای سپاهیان تنگ بود.»

## وضع اجتماعی
در سیستان صرف نظر از مردم عادی به علت موقعیت سوق‌الجیشی جغرافیایی و سیاسی در سیستان، گروه‌هایی با اهداف مذهبی و سیاسی گرد هم آمدند و جامعهٔ آن سرزمین را تحت اعتقادات و خواسته‌های خود قرار دادند. این گروه‌ها عبارت بودند از: خوارج، مطوعه و عیاران.

### خوارج
خوارج سیستان از فرقهٔ ازارقه پیروان نافع ابن ازرق بودند. اینان نیرومندترین گروه‌های خوارج به‌شمار می‌رفتند، که ابتدا در بصره، اهواز، کرمان مستقر شدند. پس از شکست خوارج در جنگ نهروان کمتر از ده هزار نفر از آنان باقی ماند که به ایران، یمن و عمان گریختند. از رهبران معروف خوارج سیستان، حمزه، پسر اذرک از دهقانان سیستان بود. قیام و سرکشی او مصادف با خلافت هارون الرشید خلیفهٔ عباسی بود.
'''مطوعه''' از ریشهٔ طوع، به کسانی گفته می‌شد که داوطلبانه گروه‌های نظامی تشکیل می‌دادند. آنها ضمن دعوت از مردم به فروع دین اسلام، در مرزهای اسلامی نیز به جنگ با دشمنان خود پرداختند؛ و چون این عمل، جهاد در راه خدا محسوب می‌شد نام غازیان نیز به آنان داده شد.

### عیاران
گروهی اجتماعی متشکل از افراد روستایی و شهری بودند که خصلتهایی چون شجاعت، ذکاوت و جوانمردی داشتند و هدف آنان تعدیل ثروت و برقراری عدالت اجتماعی بود. آنها در راه‌ها به کاروان‌های تجاری و در داخل شهر به محل کسب و کار و منازل اغنیاء دستبرد می‌زدند و اموال به دست آمده را با رعایت انصاف میان فقرا تقسیم می‌کردند.
سابقهٔ عیاران به زمان اشکانیان می‌رسد. عیاران علاوه بر تأثیرپذیری از تعالیم آیین مهر، مسلماً از آئین‌های همسایگان شرقی خود متأثر بودند، از صفات بارز عیاران رازداری بود.

## سکه‌های صفاری

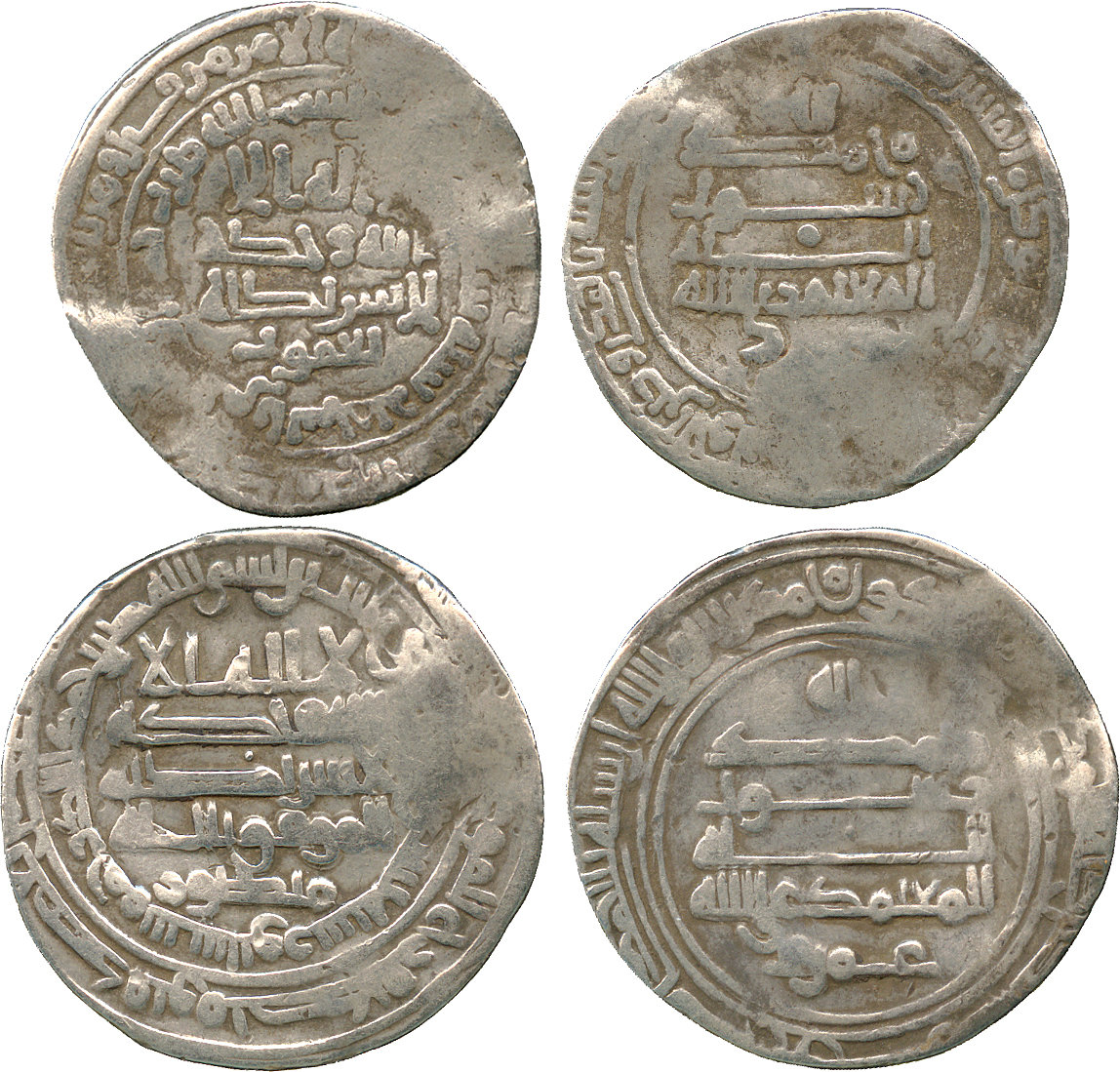
سکه‌های نقره‌ای یعقوب و عمرو لیث، ضرب شده در ۲۶۰ و ۲۶۹ هجری

به‌طور کلی سکه‌های دوران صفاریان از جنس طلا، نقره و برنز بوده و از لحاظ طرح و نوشته شبیه سکه‌های عباسی است، با این تفاوت که در یک روی سکه نام فرمانروای صفاری و در روی دیگر، نام خلیفهٔ عباسی نوشته شده‌است.
سکه‌های دوران صفاری که در سال ۲۸۳ هجری قمری در دورهٔ عمرولیث صفاری در شهر نائین ضرب شده‌است، ویژگی‌های زیر را داشته‌است:
روی سکه:
الله
محمد رسول‌الله
المعتضدبالله
متن حاشیه:
محمد رسول‌الله ارسله بالهدی ودین الحق لیظهره
علی الدین کله ولو کره المشرکون
(آیه ۳۳ سورهٔ توبه و آیهٔ ۹ سورهٔ صف با کمی تغییر)
متن پشت سکه:
لااله الاالله وحده لا شریک له عمرو لیث
حاشیهٔ داخلی:
بسم الله ضرب هذاالدرهم بنائن سنه ثلث وثمین و ماتین (۲۸۳)
حاشیهٔ خارجی:
لله الامر من قبل ومن بعئد یومئذیفرح المومنون بنصرالله
(قسمتی از آیات ۴و۵ سورهٔ روم)